# Mohamed Belhadi
Mohamed Belhadi (en arabe : محمد بلهادي) est un footballeur algérien né le 13 juillet 1986 à Blida. Il évolue au poste d'arrière gauche.

## Biographie
Mohamed Belhadi commence sa carrière à l'USM Alger. Avec cette équipe, il joue trois matchs en première division.
Avec le club de l'USM Bel Abbès, il joue 12 matchs en première division, inscrivant deux buts. Il marque ses deux buts en janvier 2013, sur la pelouse de la JSM Béjaïa (victoire 1-3), puis lors de la réception du MC Oran (victoire 1-0).
Avec l'équipe du MC El Eulma, il joue 19 matchs en première division. Il participe avec cette équipe à la Ligue des champions d'Afrique en 2015 (sept matchs joués).

## Palmarès
| USM Alger - Championnat d'Algérie (1) : - Champion : 2004-05. - Coupe d'Algérie : - Finaliste : 2006-07. |  | WA Boufarik - Championnat d'Algérie D3 (1) : - Vainqueur du Groupe Centre : 2009-10. |